# Уелингтън Юи
 Тази статия е за героя от романа Дюн.  За белгийския град вижте Юи.  
Доктор Уелингтън Юи (на английски: Dr. Wellington Yueh) (10 082 СС – 10 191 СС) е литературен герой от измисления свят на Дюн, създаден от Франк Хърбърт. Юи е главен герой в романа Дюн.
Доктор Юи е Сук доктор, положил Имперска клетва, която се предполага, че не му позволява да отнема живот. Юи прекарва последните години от живота си в служба при Атреидите. Барон Владимир Харконен, при опита си да унищожи Династия Атреиди, отвлича жената на Юи и го принуждава да извърши предателство.
Уелингтън Юи довежда до крах на династия Атреиди като изключва щитовете на атреидския дворец на Аракис, което позволява на обединените сили на имперските сардукари и хароните да атакуват. Преди да изключи щитовете, Юи упоява дук Лито Атреиди I и го предава на барон Владимир Харконен, но от лоялност към династията, помага на лейди Джесика и Пол да избягат в пустинята.
Като последен ход на отмъщение, Юи поставя изкуствен зъб в устата на Лито. Зъбът е пълен със смъртоносен газ, който се освобождава при стискане със зъби. Юи се надявам че Лито ще успее да издиша отровния газ в лицето на барона и така да го убие. Планът е неуспешен и баронът се спасява, но газът убива неговия ментат, Пайтър дьо Врие.
След като предава дука на харконите, Уелингтън Юи открива, че жена му е мъртва, както е предполагал, но няма много време да страда по загубата ѝ, тъй като също е убит веднага след приключване на неговата мисия. Умира на 109 години.